# Clarentza

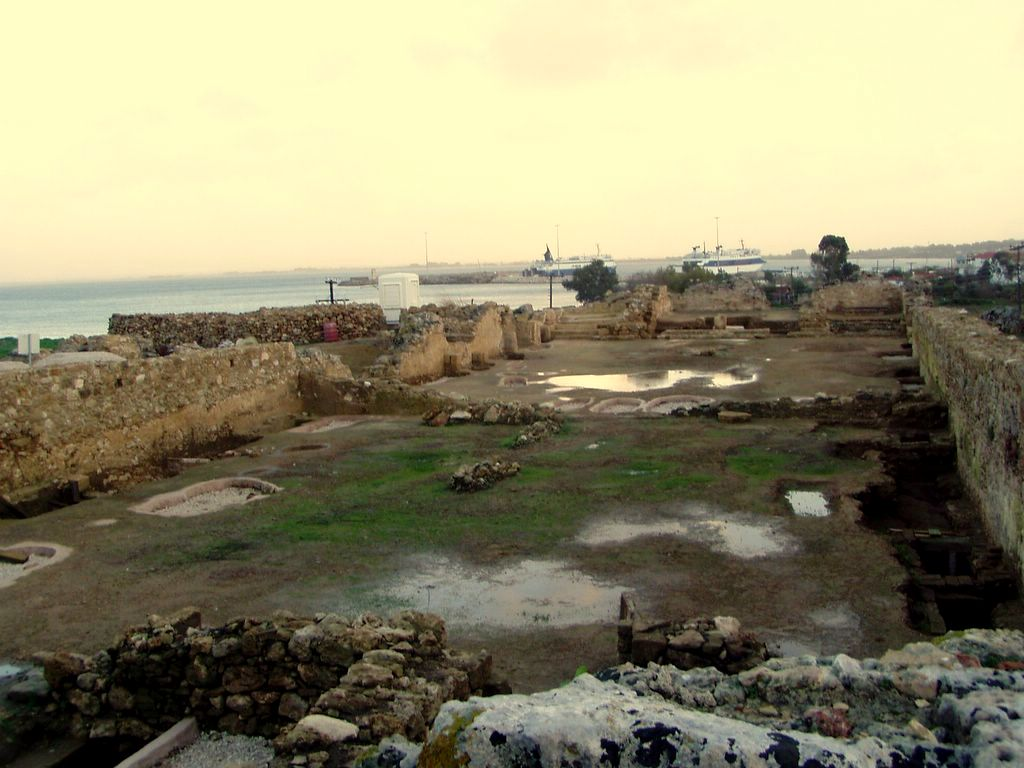
Ruines del castell de Glarentsa (actualment conegut com Kyllini).

Clarentza o Glarentsa (en grec: Γλαρέντζα) és una ciutat medieval situada al costat de l'actual Cilene o Kyllini a l'Èlida, Grecia. Glarentsa o Clarentza és una corrupció de Clarencia o Clarence; va ser una important ciutat, seca i port durant el govern franc al Peloponès. Va ser construida pels Villehardouin del Principat d'Acaia al segle xiii, a la ubicació de l'antiga Cilene.
La importància de la ciutat és demostrada pel fet que el Tornés, la moneda del principat d'Acaia, porta la llegenda DE CLARENTIA i després DE CLARENCIA. El Tornés va ser introduït en el principat d'AcaIA per Robert de Courtenay i Jofré II de Villehardouin.
El port de Clarentza i el seu castell van ser reforçats per la fortalesa de Chlemoutsi a la mateixa zona. Clarentza es troba a 5 o 6 km de Chlemoutsi i a 12 o 13 km d'Andravida la primera capital del principat.
La ciutat és esmentada en les fonts de l'època amb noms diferents com  Grarentza  (Γραρέντζα),  Klarenza  (Κλαρένζα),  Klarentsa  (Κλαρέντσα),  Klorenstia  (Κλορένστια) i  Kiofentsa  (Κιοφέντσα).

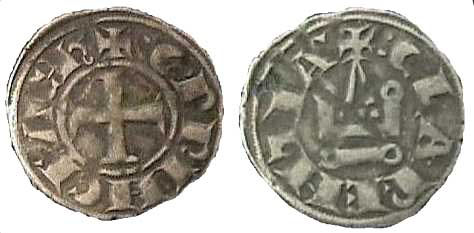
El Tornés, de la biblioteca de la moneda de Clarentza, fet per Guillem II de Villehardouin

Diverses informacions sobre Clarentza es troben a la Crònica de Morea, que esmenta Klarentza (Κλαρέντζα) (la restitució més proper en grec de CLARENTIA), al voltant de 20 vegades.
A principis de segle xv el principat va disminuir en riquesa, i Clarentza va passar a mans de la família Tocco. Posteriorment va canviar de mans diverses vegades, canviant de mans entre els prínceps d'Acaia (incloent els dos catalans de Mallorca) per acabar en mans dels romans d'Orient el 1429. El 1430, Constantí XI Paleòleg va enderrocar el mur per fer la fortalesa insostenible.
Després de l'establiment del domini otomà a Morea i gairebé la resta de Grècia, Clarentza va perdre importància i va deixar de ser un dels ports més importants. L'enfocament econòmic de la regió es va traslladar a Patres i Katakolo.